# Championnat NCAA masculin de basket-ball 1969
Le Championnat NCAA de basket-ball 1969 est la trentième-et-unième édition du championnat universitaire américain de basket-ball. Vingt-cinq équipes s'y sont affrontées en matchs à élimination directe jusqu'au Final Four qui s'est tenu au Freedom Hall de Louisville.
La finale, disputée le 22 mars, est remportée par les Bruins d'UCLA face aux Boilermakers de Purdue sur le score de 92 à 72. Lew Alcindor qui est désigné meilleur joueur du tournoi NCAA pour la troisième année consécutive, pour l'unique fois de la NCAA. L'équipe est dirigée par John Wooden.

## Final Four
|  | Demi-finales   | Demi-finales |                        |    | Finale 26 mars | Finale 26 mars |
|  | Demi-finales   | Demi-finales |                        |    | Finale 26 mars | Finale 26 mars |
|  |                |              |                        |    |                |                |
|  |                |              |                        |    |                |                |
|  |                |              |                        |    |                |                |
|  | UCLA           | 85           |                        |    |                |                |
|  | UCLA           | 85           |                        |    |                |                |
|  | Drake          | 82           |                        |    |                |                |
|  | Drake          | 82           | UCLA                   | 92 |                |                |
|  |                |              | UCLA                   | 92 |                |                |
|  |                | Purdue       | 72                     |    |                |                |
|  | North Carolina | Purdue       | 72                     | 65 |                |                |
|  | North Carolina |              |                        | 65 |                |                |
|  | Purdue         | 92           |                        |    |                |                |
|  | Purdue         | 92           | Match pour la 3e place |    |                |                |
|  |                |              |                        |    |                |                |
|  |                |              |                        |    |                |                |
|  |                |              |                        |    |                |                |
|  | Drake          | 104          |                        |    |                |                |
|  | Drake          | 104          |                        |    |                |                |
|  | North Carolina | 84           |                        |    |                |                |
|  | North Carolina | 84           |                        |    |                |                |

## Récompenses individuelles
Lew Alcindor termine avec le titre de meilleur joueur du tournoi NCAA. Sur l'ensemble de la saison il remporte de nombreux trophées : Helms Foundation College Basketball Player of the Year, Associated Press College Basketball Player of the Year, UPI College Basketball Player of the Year, Sporting News Men's College Basketball Player of the Year.  Il est le premier récipiendaire du Naismith College Player of the Year en 1969. Le joueur des Tigers de LSU Pete Maravich est désigné USBWA men's player of the year award.
Les Consensus All-America Teams sont composées, pour le premier cinq, de Calvin Murphy (Niagara), Lew Alcindor, Pete Maravich (Louisiana State), Rick Mount (Purdue) et Spencer Haywood (Detroit Mercy), le deuxième cinq étant composé de Bud Ogden (Santa Clara), Charlie Scott (North Carolina), Dan Issel (Kentucky), Jo Jo White (Kansas) et Mike Maloy (Davidson).